# BB84
BB84 é um modelo de distribuição de chaves quânticas  desenvolvido por Charles Bennett e Gilles Brassard em 1984.  É o primeiro protocolo de fóton-único da criptografia quântica.  O protocolo é comprovadamente seguro, baseado na propriedade quântica de que o ganho de informação só é possível se houver um canal clássico público autenticado e, é baseado, também, no fato de que haverá perturbação no sinal caso os dois estados que alguém está tentando distinguir não forem ortogonais (veja o teorema de não-clonagem).  Geralmente, é explicado como um método de comunicação segura de uma chave privada de uma parte para outra para uso na criptografia de senha de uso único (one time pad).

## Descrição
No protocolo BB84, Alice e Bob desejam compartilhar uma chave por meio de um canal quântico. Para fazer isso, Alice(emissora) gera duas sequências aleatórias {\displaystyle a} e {\displaystyle b}, de comprimento {\displaystyle n}, de bits clássicos.

### Preparação do Qubit
Alice então codifica um qubit onde {\displaystyle a_{i}} e {\displaystyle b_{i}} são os {\displaystyle i}-ésimos bits de {\displaystyle a} e {\displaystyle b} respectivamente: 
{\displaystyle |\psi _{i}\rangle =|\psi _{a_{i}b_{i}}\rangle ,}
Dessa forma, cada combinação {\displaystyle \{a_{i},b_{i}\}} onde {\displaystyle a_{i},b_{i}\in \{0,1\}} gera um dos seguintes estados: 
{\displaystyle |\psi _{00}\rangle =|0\rangle ,}
{\displaystyle |\psi _{10}\rangle =|1\rangle ,}
{\displaystyle |\psi _{01}\rangle =|+\rangle ={\frac {1}{\sqrt {2}}}|0\rangle +{\frac {1}{\sqrt {2}}}|1\rangle ,}
{\displaystyle |\psi _{11}\rangle =|-\rangle ={\frac {1}{\sqrt {2}}}|0\rangle -{\frac {1}{\sqrt {2}}}|1\rangle .}
Observe que o bit {\displaystyle b_{i}} é quem decide em qual a base {\displaystyle a_{i}} está codificada. Pauli Z quando {\displaystyle b_{i}=0} ou na base Pauli X quando {\displaystyle b_{i}=1}. Os bits quânticos estão agora em estados que não são mutuamente ortogonais e, portanto, é impossível distingui-los com certeza sem conhecer  {\displaystyle b}. Alice envia  {\displaystyle |\psi \rangle } sobre um canal quântico público e autenticado {\displaystyle {\mathcal {E}}} para Bob.  Bob recebe um estado {\displaystyle {\mathcal {E}}(\rho )={\mathcal {E}}(|\psi \rangle \langle \psi |)}, onde  {\displaystyle {\mathcal {E}}} representa tanto os efeitos do ruído no canal quanto a interceptação de um terceiro que chamaremos de Eve. Depois que Bob recebe a sequência de qubits, todas as três partes, Alice, Bob e Eve, têm seus próprios estados.  No entanto, uma vez que só Alice sabe  {\displaystyle b}, é praticamente impossível para Bob ou Eve distinguir os estados dos qubits. Além disso, após o envio dos qubits é possível detectar se Eve tentou ou não fazer a medição do qubit. Para cada qubit enviado, Eve pode ter escolhido {\displaystyle b_{i|Eve}\in \{0,1\}} como base. Porém, como não se pode encaminhar um estado quântico após esse ser medido devido ao Teorema da Não-clonagem, Eve pode enviar um novo quibit codificado com a base em que foi feita a medição e assim:
Caso  {\displaystyle b_{i|Alice}=b_{i|Eve}} o qubit reenviado passará despercebido
Caso {\displaystyle b_{i|Alice}\neq b_{i|Eve}} o quibit reenviado passará despercebido {\displaystyle 50\%} das vezes
Portanto,{\displaystyle P(detectar\ Eve)=1-{\Biggl (}{\frac {3}{4}}{\Biggr )}^{l}}Onde {\displaystyle l} é a quantidade de bits que não foram descartados

### Processamento clássico
Bob continua a gerar uma sequência de bits aleatórios {\displaystyle b'} decodificar cada quibit recebido por Alice e o resultado da medição é armazenado em {\displaystyle a'}que a sequência que ele recebeu de Alice.
Depois disso, Bob anuncia publicamente que recebeu a transmissão de Alice, que passa a saber que agora ela pode anunciar {\displaystyle b} com segurança. Alice  e Bob, através de um canal clássico, compartilham as sequências {\displaystyle b} e {\displaystyle b'}.
E descartam {\displaystyle a_{i}} e {\displaystyle a'_{i}} quando {\textstyle b_{i}\neq b'_{i}} restando apenas uma sequência {\displaystyle a^{*}} de tamanho {\displaystyle l}
Em seguida, comparam-se as sequências {\displaystyle a_{Alice}^{*}} e {\displaystyle a_{Bob}^{*}} utilizando algum método de correção e detecção de erros.
Assim, se a verificação de erros for "satisfatória", é decidido se a sequência {\displaystyle a^{*}} está em condições de continuar para a etapa de Amplificação de Privacidade.
Caso contrário, recomeça-se o processo.

Se a verificação for "satisfatória", avança-se para as etapas 

## Implementação prática
Uma implementação prática consiste na transmissão de polarizações lineares de 0 °, 90 °, 45 ° e 135 ° por Alice utilizando fibra óptica. Isso é possível por mistura de polarização ou modulação de polarização.
No final do recebimento, as quatro polarizações geralmente aparecem alteradas, devido à birrefringência da fibra.  Antes de serem analisadas por Bob, elas devem ser transformadas de volta no sistema de coordenadas original por um controlador de polarização adequado.  Aqui, não apenas uma polarização arbitrária deve ser transformada em uma desejada (0°), mas também a mudança de fase entre esta polarização (0°) e sua ortogonal (90°) deve ser controlada.  Tal controlador de polarização deve ter três graus de liberdade .  Uma implementação com uma velocidade de rastreamento de 20 krad/s na esfera de Poincaré é descrita em.  Desta forma, todo o espaço de Stokes normalizado é estabilizado, ou seja, a rotação da esfera de Poincaré pela birrefringência da fibra é desfeita.

## Características
No protocolo BB84,
- São utilizados fótons polarizados
- Em média, 50% dos qubits serão descartados por não terem sido medidos por Bob na base correta.
- Existe a necessidade de compartilhar no canal clássico as bases em que os qubits foram enviados
- Existe a necessidade de compartilhar no canal clássico alguns dos bits da chave para ter uma margem de integridade